# تاكاشي يواسا
تاكاشي يواسا (باليابانية: 湯浅卓؛ بالكانا: ゆあさ たかし) هو محامي وتارينتو ياباني، ولد في 24 نوفمبر 1955 في طوكيو في اليابان.